# X-Men Legends II: Rise of Apocalypse
X-Men Legends II: Rise Of Apocalypse é um RPG de ação lançado para PC e consoles em 2005. Continuação de X-Men Legends, lançado no ano anterior, o jogo dessa vez amplia os personagens jogáveis além dos X-Men para acrescentar a Irmandade de Mutantes, com uma trama que vê os dois grupos antagônicos se unindo para enfrentar o vilão Apocalipse.

## Jogabilidade
Este RPG de ação permite que até quatro pessoas joguem ao mesmo tempo (dependendo do sistema) como um dos 15 personagens diferentes, que incluem tanto os heroicos X-Men como os vilões da Irmandade de Mutantes. Cada personagem tem poderes únicos que podem ser usados contra os oponentes, como defesa ou combinados com as habilidades dos parceiros de grupo. Entre as fases, há uma zona livre de inimigos para ver conteúdos bônus e com recursos para facilitar o jogo, como uma loja de equipamentos e um simulador de combate. X-Men Legends II possui as opções de multiplayer cooperativo, modo de sobrevivência, e pela primeira vez na série, um modo online.
A versão para celular difere das outras por ser um jogo de plataforma similar ao arcade dos anos 90, com o jogador escolhendo um de cinco personagens - com a opção de trocar durante o jogo - e combatendo ondas de inimigos para agregar experiência.

## História
O jogo começa com os X-Men e a Irmandade juntando forças para resgatar o Professor X e Polaris de uma instalação militar na Groenlândia. Após a missão, os dois grupos vão para a nação de Genosha e a descobrem devastada pelas forças de Apocalipse. Para prevenir A Era do Apocalipse de acontecer, os mutantes normalmente adversários terão de se manter unidos na luta contra o poderoso En Sabah Nur.

## Personagens
| Personagens Jogáveis                           | Personagens Jogáveis                                    | Personagens Jogáveis                           | Personagens Jogáveis                 |
| ---------------------------------------------- | ------------------------------------------------------- | ---------------------------------------------- | ------------------------------------ |
| - Bishop - Ciclope - Colossus - Fanático       | - Feiticeira Escarlate - Gambit - Groxo - Homem de Gelo | - Jean Grey - Magneto - Noturno - Solaris      | - Tempestade - Vampira - Wolverine   |
| Personagens destraváveis                       | Exclusivos do PSP                                       | Exclusivos do PC                               | Exclusivo do N-Gage                  |
| - Deadpool - Homem de Ferro - Professor X      | - Cable - Fênix Negra - Míssil - X-Man                  | - Dentes-de-Sabre - Pyro                       | - Fera                               |
| Vilões                                         |                                                         |                                                |                                      |
| - Apocalipse - Arcanjo - Deadpool - Fera Negra | - Holocausto - Homem Doce - Lady Letal                  | - Mikhail Rasputin - Morlocks - Ômega Vermelho | - Sauron - Sentinelas - Sr. Sinistro |
| Personagens Não-Jogáveis                       |                                                         |                                                |                                      |
| - Anjo - Blink - Blob                          | - Destrutor - Forge - Kitty Pryde                       | - Mercúrio - Mística - Moira McTaggert         | - Nick Fury - Polaris - Shanna       |

## Produção
X-Men Legends II: Rise of Apocalypse foi anunciado em 21 de Outubro de 2004, exatamente um mês depois do lançamento de X-Men Legends. Antes do lançamento, foi exposto nas edições de 2005 da Electronic Entertainment Expo (E3) e San Diego Comic-Con.
A produtora Raven Software quis expandir a escala do predecessor, e assim deu poderes adicionais aos personagens e locações mais variadas e exóticas, como Genosha, a Terra Selvagem e um templo no Egito. Embora os roteiristas do primeiro jogo Man of Action não estivessem envolvidos, a Raven colaborou diretamente com a Marvel para escrever a história. A jogabilidade foi ajustada para garantir que quatro jogadores pudessem participar continuamente, enquanto no original determinados trechos eram limitados a uma pessoa.

## Sequências
O sucesso de X-Men Legends II levou ao desenvolvimento de Marvel: Ultimate Alliance, lançado em 2007 e agregando outros personagens da Marvel Comics. Esse por si gerou mais uma sequência, Marvel: Ultimate Alliance II (2009).